# Оливо, Джоуи
Джой Оливо (англ. Joey Olivo, родился 25 января 1958, Сан-Фернандо, США) — американский боксёр-профессионал, выступающий в первой наилегчайшей (Light Flyweight) весовой категории. Является чемпионом мира по версии ВБА (WBA).
Наилучшая позиция в мировом рейтинге: ??-й.

## Результаты боёв
| Бой | Дата | Соперник | Судьи | Место боя | Раундов | Результат | Дополнительно |
| --- | ---- | -------- | ----- | --------- | ------- | --------- | ------------- |
|     |      |          |       |           |         |           |               |
| Бой | Дата | Соперник | Судьи | Место боя | Раундов | Результат | Дополнительно |